# WASP-21b

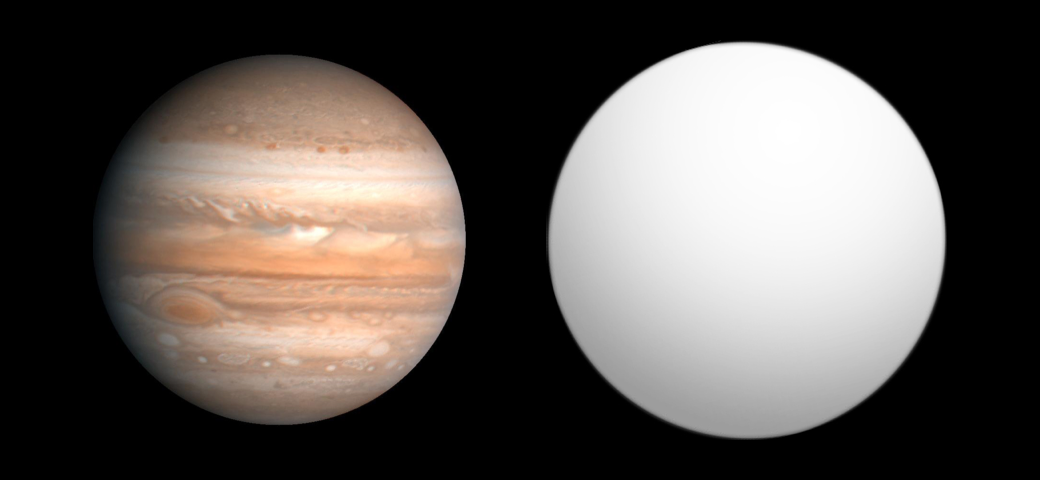
está imagem mostra a comparação do tamanho de wasp 21 b com jupiter

Wasp 21b é um planeta extra-solar da constelação de Pegasus. Foi descoberto pelo projeto Wasp e orbita a estrela Wasp 21.